# Новоалександрово (селище, Митищинський міський округ)
Новоалекса́ндрово (рос. Новоалександрово) — селище у складі Митищинського міського округу Московської області, Росія.

## Населення
Населення — 64 особи (2010; 48 у 2002).
Національний склад (станом на 2002 рік):
- росіяни — 96 %